# Carl Johann Nepomuk Hemerlein
Carl Johann Nepomuk Hemerlein (* 7. März 1807 in Mainz; † 31. Januar 1884 in Wien) war ein deutscher Historien- und Landschaftsmaler sowie Archivar.

## Leben

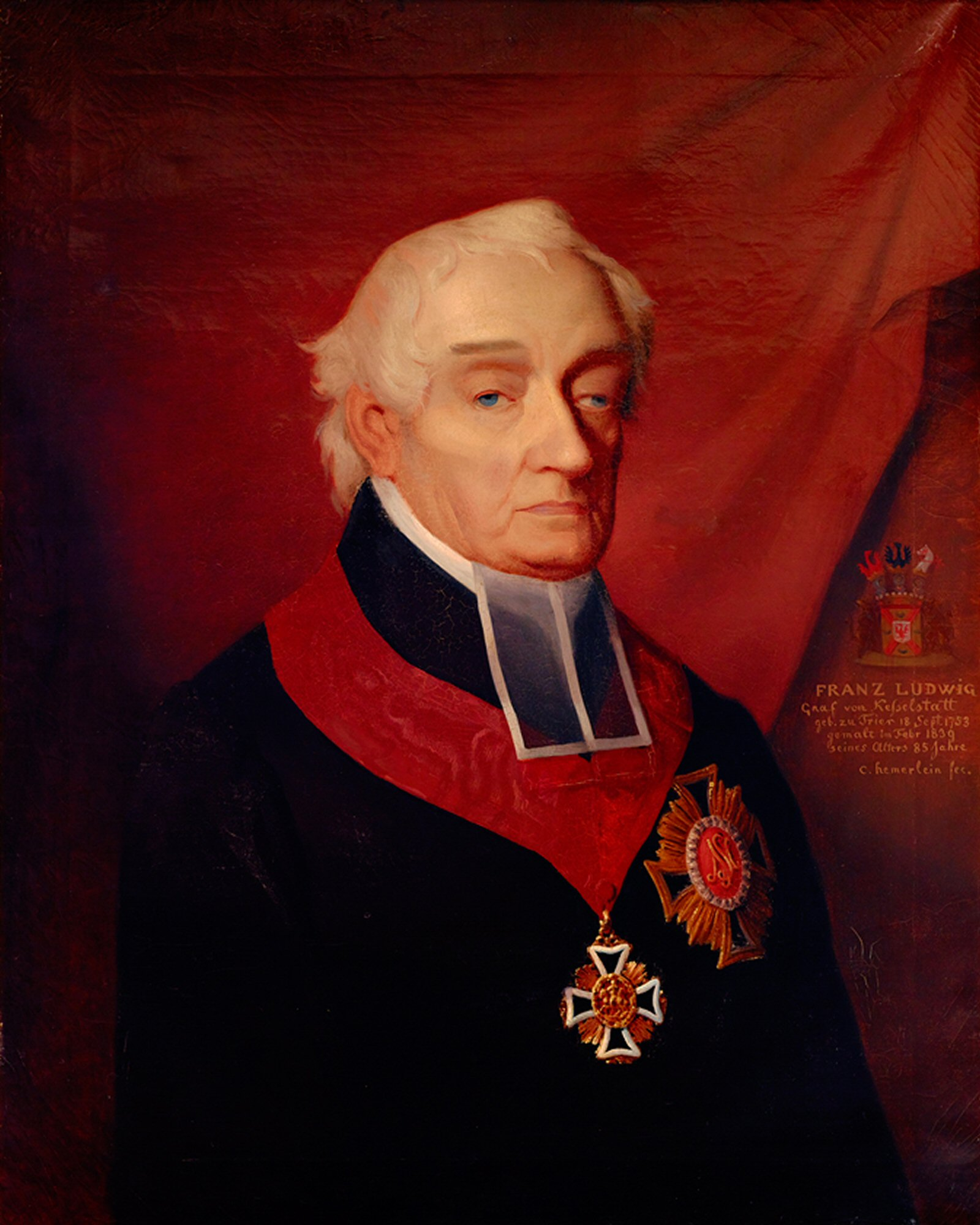
Carl Johann Nepomuk Hemerlein, Porträt des Domkapitulars Franz von Kesselstatt († 1841)

Vor 1823 wurde Hemerlein in Paris erzogen, anschließend erfolgte die Rückkehr nach Mainz, wo er Unterricht im Zeichnen und Malen bekam. 1823, 1826 und 1835 erfolgte die Teilnahme an den Ausstellungen des Mainzer Kunstvereins, 1826 bis 1828 ein Studium an der Wiener Akademie der bildenden Künste. Zwischen 1835 und 1837 war er in Paris, dort Schüler im Atelier von Paul Delaroche. Anschließend Rückkehr nach Mainz, dort Bekanntschaft mit dem Österreichischen Staatskanzler Fürst Metternich. 1837 Teilnahme an der Ausstellung des Darmstädter Kunstvereins sowie 1837 und 1838 der Wanderausstellungen des Rheinischen Kunstvereins. Im Jahr 1838 siedelte Hemerlein nach Wien über und ist 1841 erneut in Paris, wo er einer Kopiertätigkeit nachging. 1842 erfolgten Reisen nach Rom und Paris, anschließend war Hemerlein als Historienmaler in Wien ansässig. Dort schuf er u. a. um 1852 drei Hochaltar-Gemälde in der Kirche St. Laurenz am Schottenfeld.